# Bernhard Jussen

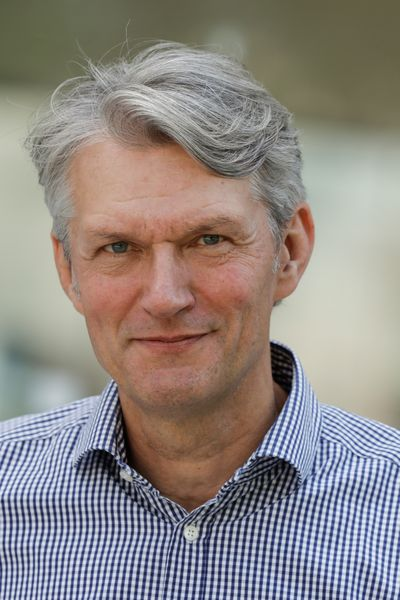
Bernhard Jussen (2021)

Bernhard Jussen (* 24. Mai 1959 in Geilenkirchen) ist ein deutscher Historiker. Nach einer Professur an der Universität Bielefeld (2001–2008) lehrt er seit 2008 als Professor für Mittelalterliche Geschichte an der Frankfurter Johann Wolfgang Goethe-Universität.

## Leben
Bernhard Jussen studierte Geschichte, Philosophie und Katholische Theologie an den Universitäten in München und Münster. In Münster hörte er unter anderem Vorlesungen bei Arnold Angenendt. An der Universität Münster folgte 1985 das Staatsexamen; 1988 wurde er ebendort mit einer Studie zu Patenschaft und Adoption im frühen Mittelalter promoviert. Die Arbeit erschien 2000 in englischer Übersetzung (Spiritual Kinship as Social Practice).
Von 1988 bis 2001 arbeitete Jussen als wissenschaftlicher Referent am damaligen Max-Planck-Institut für Geschichte in Göttingen. Die Habilitation mit einer Arbeit über Erkundungen zur Semantik der mittelalterlichen Bußkultur ging 1999 aus dem Projekt „Soziale Gruppen in der Gesellschaft des Mittelalters“ unter der Leitung von Otto Gerhard Oexle am Max-Planck-Institut hervor. 2000/01 hatte Jussen eine Lehrstuhlvertretung für Mittelalterliche Geschichte an der TU Dresden inne; 1994 war er Gastprofessor an der University of Michigan, Ann Arbor.
Im Jahr 2001 wurde Jussen Professor für Allgemeine Geschichte mit besonderer Berücksichtigung des späten Mittelalters, der frühen Neuzeit und der Regionalgeschichte an der Universität Bielefeld. Er war 2003/04 Fellow am Wissenschaftskolleg zu Berlin. Im Jahr 2007 erhielt er den Gottfried-Wilhelm-Leibniz-Preis der Deutschen Forschungsgemeinschaft. Zum Sommersemester 2008 folgte Jussen einem Ruf auf die Professur für Mittelalterliche Geschichte an die Johann Wolfgang Goethe-Universität in Frankfurt am Main. Im selben Jahr war er Gastprofessor an der École Normale Supérieure, Paris und 2008/09 Visiting Scholar an der Harvard University.
Jussen ist Mitglied des Kuratoriums der Hanne Darboven Stiftung (seit 2001), Mitglied des European Research Council (seit 2010), Mitglied im wissenschaftlichen Beirat des Deutschen Historischen Instituts in Washington (seit 2010) und Mitglied der Berlin-Brandenburgischen Akademie der Wissenschaften (seit 2016). Jussen war Mitgründer des Brackweder Arbeitskreises für Mittelalterforschung. Ihm wurde 2012 der Hessische Hochschulpreis für Exzellenz in der Lehre zugesprochen.

## Forschungsschwerpunkte
Seine Forschungsschwerpunkte liegen in der historischen Semantik, der historischen Politikforschung, der Verwandtschaftsforschung, dem kollektiven Bildwissen und der historischen Imagination in der Moderne sowie in der künstlerischen Produktion der Geschichte. Er legte 2002 die Sammelbilder, wie sie von der Liebig’s Extract of Meat Company zwischen 1872 und 1940 in 1138 Serien mit je sechs Bildern zu Werbezwecken verbreitet wurden, in einer Edition vor und machte die Sammlung dadurch der Forschung verfügbar. Er gab 1999 mit Craig Koslofsky einen Sammelband heraus, in dem nach den Änderungen der „kulturspezifischen Denk- und Ausdrucksweisen von Gesellschaft vom 14. zum 16. Jahrhundert“ gefragt wird.
Jussen ist Herausgeber eines 2005 veröffentlichten Sammelbandes (Die Macht des Königs. Herrschaft in Europa vom Frühmittelalter bis in die Neuzeit), das 26 Beiträge über das Königtum – beginnend von 390 bis Napoleon im Jahr 1804 – enthält. Das Buch hat in der Kategorie Mittelalterliche Geschichte den von H-Soz-Kult ausgelobten Preis „Das Historische Buch 2006“ gewonnen. Die Beiträge verstehen die Monarchie nicht mehr wie die ältere Verfassungsgeschichte als Geschichte einer Institution, sondern im Sinne der neuen Kulturgeschichte wird das Königtum vielmehr als Ergebnis politischer Kommunikation verstanden. Eine von Jussen mit Gadi Algazi und Valentin Groebner im Dezember 1998 in Paris organisierte Tagung befasste sich mit der ganzen Bandbreite des mittelalterlichen Schenkens. Die Beiträge wurden 2003 herausgegeben. Jussen veröffentlichte 2014 eine knappe Darstellung über die Geschichte und Kultur der fränkischen Gesellschaft von der Völkerwanderungszeit bis zum letzten Nachfahren Karls des Großen im 10. Jahrhundert.
Jussen gab 2022 mit Karl Ubl einen Sammelband (Die Sprache des Rechts. Historische Semantik und karolingische Kapitularien) von zehn Beiträgen heraus. Die Beiträge sind das Ergebnis einer Tagung, die im Februar 2017 vom Akademieprojekt „Edition der fränkischen Herrschererlasse“ (Köln) mit dem Leibniz-Projekt „Computational Historical Semantics“ (Frankfurt) sowie dem Deutschen Historischen Institut in Paris veranstaltet wurde. In der älteren Forschung hatte die Semantik der Kapitularien keine besondere Beachtung gefunden. Die Beiträge untersuchen unter anderem das Vokabular der Kapitularien und der Königsurkunden, Übereinstimmungen im Sprachgebrauch mit der Predigtliteratur, Querverweise auf andere Kapitularien oder den Gebrauch bestimmter Termini.
Im Frühjahr 2023 veröffentlichte er das Werk Das Geschenk des Orest. Eine Geschichte des nachrömischen Europa 526–1535. Jussen möchte seine Analysen „nicht auf der Basis von Rechtstexten oder Urkunden, Chroniken oder Viten, Traktaten oder Predigten die Vergangenheit Lateineuropas zu Geschichte“ durchführen, „sondern auf der Grundlage von historischem Material aus dem Feld ästhetischer Kommunikation.“ Die Darstellung setzt allesamt bei bildlichen Artefakten an und erstreckt sich zeitlich von einem Fresko im 6. Jahrhundert bis zum Gemälde „Gesetz und Gnade“ durch Hans Holbein der Jüngere um 1535. In seinem Werk plädiert Jussen in sieben Kapiteln dafür, dass nicht nur das Epochenkonzept eines „mittleren Zeitalters“, sondern die Abfolge „antiker“, „mittelalterlicher“ und „neuzeitlicher“ Kulturen überhaupt abgeschafft werden soll. Daher seien auch alternative Begriffe („Byzanz“, „Völkerwanderung“, „Zeitalter der Karolinger“ oder „Moderne“) als Alternative zu den Epochenmodellen verfehlt. Die lateinischen Kulturen des christlichen Europa versucht er zu bestimmen, indem er sie auf „den Zusammenhang zwischen ihren dominanten Verwandtschaftskonzepten und Sakralsystemen hin befragt“. Nach Frank Rexroth ergibt sich aus dem Werk das Bild einer Epoche, „die definiert wird durch die Dominanz einer (und nur einer) christlich-lateinischen Kultur und einem unter der Prämisse von ‚Verwandtschaft‘ und ‚Kult‘ beschreibbaren Vorrat an changierenden, durchaus umstrittenen und stets neu zu verhandelnden Normen, Denk- und Handlungsmustern“. Bereits 2016 plädierte er in einem Beitrag, den Mittelalterbegriff aus dem Lehrplan zu streichen. Modelle wie Antike-Mittelalter-Neuzeit entscheiden über die Anordnung des Materials und darüber, welche Themen es überhaupt in Synthesen und Lehrbücher schaffen. Zugleich führen solche Modelle beim historischen Denken in die Irre.

## Schriften (Auswahl)
Monographien
- Das Geschenk des Orest. Eine Geschichte des nachrömischen Europa 526–1535. Beck, München 2023, ISBN 978-3-406-78200-8.
- Die Franken. Geschichte, Gesellschaft, Kultur (= Beck’sche Reihe. Bd. 2799). Beck, München 2014, ISBN 978-3-406-66181-5 (2., überarbeitete Auflage. ebenda 2024, ISBN 978-3-406-80019-1).
- Der Name der Witwe. Erkundungen zur Semantik der mittelalterlichen Bußkultur (= Veröffentlichungen des Max-Planck-Instituts für Geschichte. Bd. 158). Vandenhoeck & Ruprecht, Göttingen 2000, ISBN 3-525-35474-6 (Zugleich: Göttingen, Universität, Habilitations-Schrift, 1999).
- Patenschaft und Adoption im frühen Mittelalter. Künstliche Verwandtschaft als soziale Praxis (= Veröffentlichungen des Max-Planck-Instituts für Geschichte. Bd. 98). Vandenhoeck & Ruprecht, Göttingen 1991, ISBN 3-525-35635-8 (in englischer Sprache: Spiritual Kinship as Social Practice. Godparenthood and Adoption in the Early Middle Ages. Revised and expanded english edition. University of Delaware Press u. a., Newark DE u. a. 2000, ISBN 0-87413-632-6).

Herausgeberschaften
- mit Karl Ubl: Die Sprache des Rechts. Historische Semantik und karolingische Kapitularien (= Historische Semantik. Bd. 33). Vandenhoeck & Ruprecht, Göttingen 2022, ISBN 978-3-525-31141-7.
- Ramie Targoff: Love after death. Concepts of posthumous love in medieval and early modern Europe (= WeltLiteraturen. Bd. 4). De Gruyter, Berlin 2015, ISBN 3-05-006272-X.
- mit Stefan Willer, Sigrid Weigel: Erbe. Übertragungskonzepte zwischen Natur und Kultur (= Suhrkamp-Taschenbuch Wissenschaft. Stw. Bd. 2052). Suhrkamp, Berlin 2013, ISBN 978-3-518-29652-3.
- Die Macht des Königs. Herrschaft in Europa vom Frühmittelalter bis in die Neuzeit. C. H. Beck, München 2005, ISBN 3-406-53230-6.
- Signal – Christian Boltanski (= Von der künstlerischen Produktion der Geschichte. Bd. 5). Wallstein-Verlag, Göttingen 2004, ISBN 3-89244-653-9.
- Ulrike Grossarth – Ferne Zwecke (= Von der künstlerischen Produktion der Geschichte. Bd. 4). Verlag der Buchhandlung Walther König, Köln 2003, ISBN 3-88375-749-7.
- mit Gadi Algazi, Valentin Groebner: Negotiating the Gift. Pre-Modern Figurations of Exchange (= Veröffentlichungen des Max-Planck-Instituts für Geschichte. Bd. 188). Vandenhoeck & Ruprecht, Göttingen 2003, ISBN 3-525-35186-0.
- Liebig’s Sammelbilder. Vollständige Ausgabe der Serien 1 bis 1138 auf CD-ROM (= Atlas des Historischen Bildwissens. Bd. 1). Directmedia Publishing, Berlin 2002, ISBN 978-3-936122-15-2.
- Ordering Medieval Society. Perspectives on Intellectual and Practical Modes of Shaping Social Relations. University of Pennsylvania Press, Philadelphia PA 2001, ISBN 0-8122-3561-4.
- Hanne Darboven – Schreibzeit (= Von der künstlerischen Produktion der Geschichte. Bd. 3 = Kunstwissenschaftliche Bibliothek. Bd. 15). Verlag der Buchhandlung Walther König, Köln 2000, ISBN 3-88375-398-X.
- mit Craig Koslofsky: Kulturelle Reformation. Sinnformationen im Umbruch 1400–1600 (= Veröffentlichungen des Max-Planck-Instituts für Geschichte. Bd. 145). Vandenhoeck und Ruprecht, Göttingen 1999, ISBN 3-525-35460-6.